# Vélizh
Vélizh (en ruso: Ве́лиж) es una ciudad rusa, capital del distrito homónimo en la óblast de Smolensk. Está situada a las orillas del río Daugava, a 134 km de Smolensk en 55°36′N 31°12′E / 55.600, 31.200, al noroeste del óblast, junto a la frontera con Pskov.
En 2021, el municipio de Vélizh tenía una población de 7041 habitantes, de los cuales 6639 vivían en la ciudad y el resto en las 17 pedanías del municipio.
En el siglo XIV fue una fortificación de frontera del Gran Ducado de Lituania. Rusia la reconquistó en el 1536, pero la restituyó Lituania durante el Período Tumultuoso. La ciudad se le devolvió a Rusia bajo los términos de la Primera partición de Polonia en el 1772. Una gran parte de la ciudad fue destruida durante la Segunda Guerra Mundial. Antes de la represión antisemita iniciada por Stalin al comienzo de la década de 1930. Vélizh tenía una prolífica comunidad judía a la cual sirvió el rabino Eliezer Poupko por más de veinte años. El fotógrafo Max Penson que fue periodista y fotógrafo para el diario Pravda durante veinticinco años, nació en Vélizh.
Las casas de Nikolai Przhevalsky y del general Aleksandr Rodzyanko en la proximidad de Vélizh se han abierto para la comunidad como museos.